# مترو باص (إسطنبول)
متروباص (بالتركية: Metrobüs) هو نظام باص سريع التردد في إسطنبول، تركيا على طريق E-5 ويقطع مديق البوسفور على جسر شهداء 15 تموز، يتكون النظام من 45 محطة وتسير الحافلات في مسارت مخصصة.
سمي المترو باص بأسمه لأنه مخطلط بين مترو (بالتركية: Metro) وحافلة (بالتركية: Otobüs)

## تاريخ
فتح المتروباص في مرحلته الأولى في 17 سبتمبر 2007، وكان يخدم الركاب من جامعة إسطنبول فرع افجلار إلى توب كابي. في 8 سبتمبر 2008، افتتح المرحلة الثانية للمتروباص من توب كابي إلى شيشلي وزنجرلي كويو. وفي 3 مارس 2009، افتتح المرحلة الثالثة للمتروباص للجهة الآسياوية، من زنجرلي كويو إلى سوغوتولو تششمة في قاضي كوي، وشهد وقتها رئيس الوزراء التركي رجب طيب أردوغان افتتاح هذه المرحلة. وبنيت المرحلة الرابعة من جامعة إسطنبول إلى توياب في 15 مارس 2011، وأقيمت حفلة افتتاحية في ذالك اليوم ولكن فتحت محطات المرحلة الرابعة للخدمة في 19 يوليو 2012.

## المراكب
| اسم المركبة         | طول (متر) | عدد المقاعد | عدد الركاب |
| ------------------- | --------- | ----------- | ---------- |
| مرسيدس-بنز سيتارو   | 18.1      | 42          | 163        |
| مرسيدس-بنز كاباسيتي | 19.7      | 44          | 181        |
| أكيا ألترا LF25     | 25        | 29          | 281        |
| أوتوكار كنت XL      | 21        | 38          | 221        |

## ارقام الحافلات
وفقا لما شاركته شركة الأنفاق والترامات الكهربائية في إسطنبول
- 34 (أفجلار - زنجرلي كويو)
- 34A (جوزلي باع - سوغوتولو تششمة)
- 34AS (أفجلار - سوغوتولو تششمة)
- 34B (بييلك دوزو - افجلار)
- 34BZ (بييلك دوزو - زنجرلي كويو)
- 34C (بييلك دوزو - جوزلي باع)
- 34G (بييلك دوزو - سوغوتولو تششمة)
- 34T (افجلار - توب كابي)
- 34U (زنجرلي كويو - أوزون تشاير)
- 34Z (زنجرلي كويو - سوغوتولو تششمة)